# Organizace afrických, karibských a tichomořských států

Státy AKT

AKT je zkratka užívaná pro označení skupiny rozvojových států Afriky, Karibiku a Tichomoří mající zvláštní multilaterální smluvní vztah s Evropskou unií. Ten byl ustaven Dohodou z Lomé v roce 1975. Její místo v roce 2000 zaujala Dohoda z Cotonou.
Až do roku 2000 platilo, že se tyto země podle smlouvy těšily výjimečnému zacházení ze strany Evropské unie. Pro většinu zemědělských plodin jakož i pro veškeré dodávky nerostných surovin a průmyslových výrobků měly země AKT zajištěny bezcelní přístup na trh EU. Kromě toho jim Evropská unie poskytovala nemalé prostředky ve formě rozvojové pomoci a vyrovnávacích plateb STABEX a SYSMIN určených na zmírnění dopadů výkyvů cen tropických plodin a nerostných surovin.
Dohoda z Cotonou je do značné míry odpovědí na dlouhodobý mezinárodní tlak zaměřený na odstranění výhod odporujících pravidlům Světové obchodní organizace.
V současnosti zahrnuje skupina 79 zemí:
Afrika:
- Angola
- Benin
- Botswana
- Burundi
- Burkina Faso
- Čad
- Džibutsko
- Eritrea
- Etiopie
- Gabon
- Gambie
- Ghana
- Guinea
- Guinea-Bissau
- Jihoafrická republika
- Kamerun
- Keňa
- Komory
- Kapverdy
- Konžská republika
- Konžská demokratická republika
- Lesotho
- Libérie
- Madagaskar
- Malawi
- Mali
- Mauritánie
- Mauricius
- Mosambik
- Namibie
- Niger
- Nigérie
- Pobřeží slonoviny
- Rovníková Guinea
- Rwanda
- Senegal
- Seychely
- Sierra Leone
- Somálsko
- Středoafrická republika
- Súdán
- Svatý Tomáš a Princův ostrov
- Svazijsko
- Tanzanie
- Togo
- Uganda
- Zambie
- Zimbabwe

Karibská oblast:
- Antigua a Barbuda
- Bahamy
- Barbados
- Belize
- Dominika
- Dominikánská republika
- Grenada
- Guyana
- Haiti
- Kuba
- Jamajka
- Surinam
- Svatý Kryštof a Nevis
- Svatá Lucie
- Svatý Vincenc a Grenadiny
- Trinidad a Tobago

Tichomoří:
- Cookovy ostrovy
- Fidži
- Kiribati
- Marshallovy ostrovy
- Mikronésie
- Nauru
- Niue
- Palau
- Papua Nová Guinea
- Samoa
- Šalomounovy ostrovy
- Tonga
- Tuvalu
- Vanuatu
- Východní Timor